# Allison Smalley
Allison "Alli" Jean Smalley (ur. 1 sierpnia 1989 w Arab, w stanie Alabama) – amerykańska koszykarka grająca na pozycji rozgrywającej.
Od sezonu 2011 zawodniczka polskiego klubu Ford Germaz Ekstraklasy – AZS PWSZ Gorzów Wielkopolski.

## Kluby
- 2008–2010 –  Auburn Tigers
- od 2011 –  AZS PWSZ Gorzów Wielkopolski